# Senat von New York

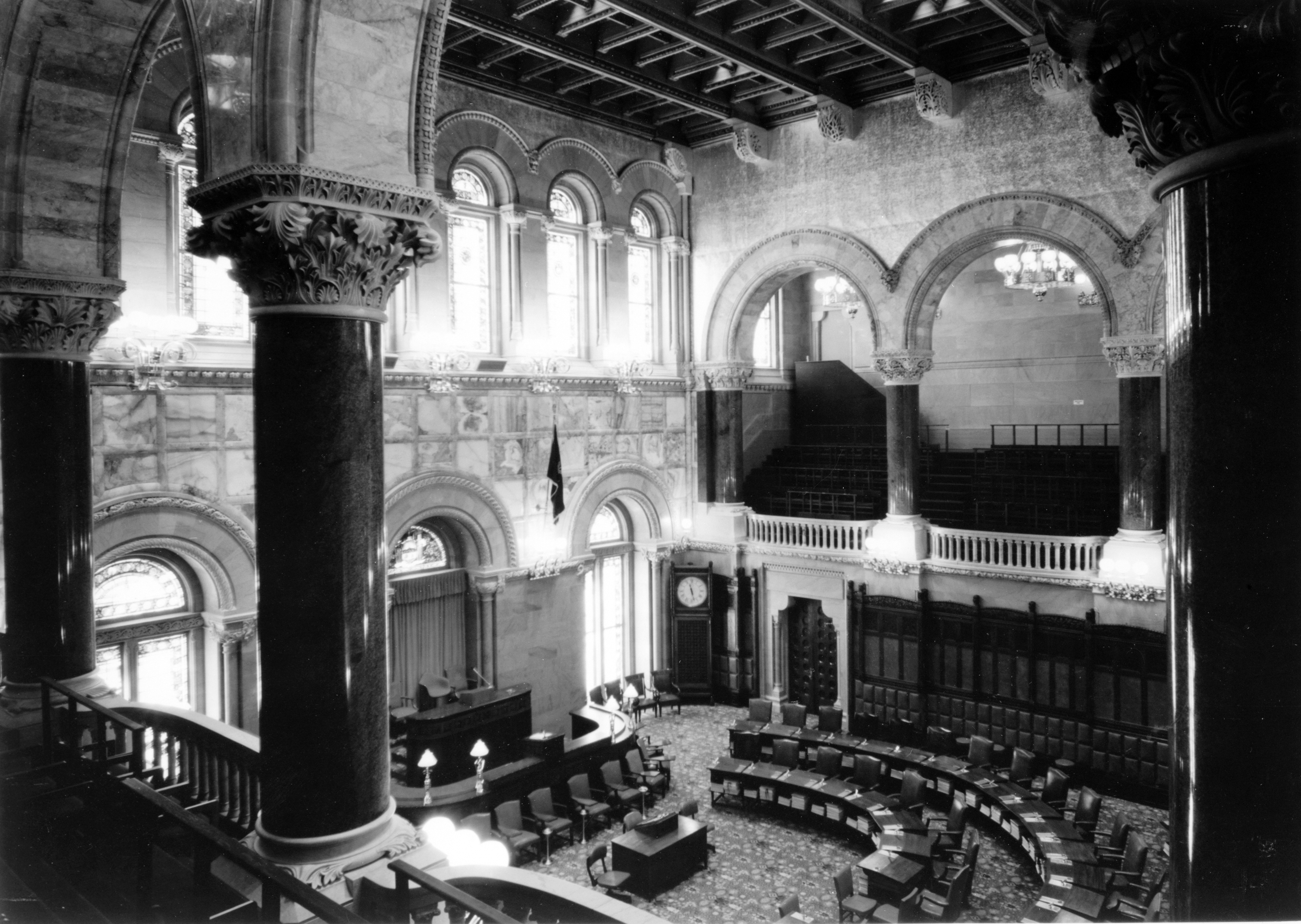
Sitzungssaal des Senats von New York

Der Senat von New York (New York State Senate) ist das Oberhaus der New York State Legislature, der Legislative des US-Bundesstaates New York.
Die Verfassung von New York sieht eine variierende Abgeordnetenanzahl im Senat vor. Derzeit setzt sich die Parlamentskammer aus 62 Senatoren zusammen, die jeweils einen Wahldistrikt repräsentieren. Die Senatoren werden jeweils für zweijährige Amtszeiten gewählt; eine Beschränkung der Amtszeiten existiert nicht. Der Sitzungssaal des Senats befindet sich gemeinsam mit der State Assembly im New York State Capitol in der Hauptstadt Albany.

## Struktur der Kammer
Präsident des Senats ist der jeweils amtierende Vizegouverneur. An Abstimmungen nimmt er nur teil, um bei Pattsituationen eine Entscheidung herbeizuführen. In Abwesenheit des Vizegouverneurs steht der jeweilige Präsident pro tempore den Plenarsitzungen vor. Dieser wird von der Mehrheitsfraktion des Senats gewählt und später durch die Kammer bestätigt. Weitere wichtige Amtsinhaber sind der Mehrheitsführer (Majority leader) und der Oppositionsführer (Minority leader), die von den jeweiligen Parteiversammlungen gewählt werden.

### Zusammensetzung der Kammer
| Partei   | Partei                 | Senatoren |
| -------- | ---------------------- | --------- |
|          | Republikanische Partei | 22        |
|          | Demokratische Partei   | 40        |
|          | Unabhängige Demokraten | 0         |
| Summe    | Summe                  | 62        |
| Mehrheit | Mehrheit               | 18        |

### Wichtige Senatsmitglieder
| Position                                  | Name                   | Partei       |
| ----------------------------------------- | ---------------------- | ------------ |
| Vizegouverneur/Senatspräsident            | Antonio Delgado        | Demokrat     |
| Präsident Pro Tempore und Majority Leader | Andrea Stewart-Cousins | Demokrat     |
| Minority Leader                           | John J. Flanagan       | Republikaner |